# Toponomastica dell'Alto Adige
La toponomastica dell'Alto Adige è l'insieme di tutti i toponimi della Provincia autonoma di Bolzano. Caratteristica sua peculiare è il plurilinguismo, essendo il territorio provinciale popolato da abitanti di lingua italiana, tedesca e ladina.
La nomenclatura geografica in lingua italiana ha carattere di ufficialità, in quanto adottata con legge dello Stato successivamente alla prima guerra mondiale e durante il fascismo. Con l'eccezione di relativamente pochi toponimi già attestati prima dell'Ottocento, la vasta maggioranza della nomenclatura italiana è il frutto di lavoro dell'irredentista trentino Ettore Tolomei (1865–1952), che si era prefisso come scopo quello di italianizzare o, a suo dire, "ri-italianizzare" la regione, la cui popolazione era all'epoca in gran parte (circa 90%) di madrelingua tedesca (con una piccola percentuale ladina, peraltro non ancora riconosciuta come lingua a sé stante). A differenza dei toponimi in Valle d'Aosta, anch'essi italianizzati durante il fascismo, ma ripristinati nel 1946, così non fu in Alto Adige: i toponimi di Tolomei, anche quelli mai entrati nell'uso quotidiano, sono rimasti ufficiali anche nel dopoguerra. La questione è tuttora oggetto di polemiche, in quanto non è stata ancora emanata una precisa legge provinciale in materia.

## Storia
Per rafforzare il diritto di rivendicazione da parte dello Stato italiano sulla regione di lingua tedesca del Tirolo situata nel bacino dell'Adige e sulla Ladinia, il nazionalista Ettore Tolomei cominciò, a partire dal 1890, a tradurre in italiano i toponimi e i microtoponimi tedeschi e ladini. Questi testi sono documentati nella rivista fondata da Tolomei nel 1906 "Archivio per l'Alto Adige con Ampezzo e Livinallongo" e in numerose opere di consultazione: "Prontuario dei nomi locali dell'Alto Adige" (del 1916, 1929 e 1935), "Repertorio topografico dell'Alto Adige" (del 1920).
Nel 1916 fu ufficialmente fondata sotto la guida di Tolomei una speciale commissione con lo scopo di creare nomi italiani da attribuire ai territori da conquistare. Per mezzo di tre decreti risalenti rispettivamente al 1923, al 1940 e al 1942 furono ufficialmente introdotte dall'Italia governata dai fascisti oltre 10.000 denominazioni italiane nuove che si basavano sulle opere di Tolomei e dei suoi collaboratori. L'esistenza dei toponimi e dei microtoponimi tedeschi e ladini fu al contempo messa in discussione.

## Legalità del bi- e trilinguismo dei toponimi e microtoponimi
Nella provincia autonoma di Bolzano (Alto Adige) sono ufficialmente in vigore su tutto il territorio un bilinguismo tedesco-italiano e un trilinguismo regionale (in val Gardena e val Badia) ladino-tedesco-italiano. Questo bi- e trilinguismo si riflette anche sui nomi ufficiali dati alle entità geografiche (toponomastica). Il carattere ufficiale dei toponimi mostra tuttavia delle variazioni: ufficialmente la maggior parte dei nomi italiani si basa sulla legge in virtù di tre decreti risalenti al periodo del fascismo in Italia: 1923, 1940 e 1942. I toponimi tedeschi e ladini non hanno tuttavia il crisma dell'ufficialità all'interno del quadro normativo statale, essendo riconosciuti soltanto a livello regionale.

## Percezione della toponomastica ufficiale e richiesta di una soluzione
La situazione sopra descritta riguardante la toponomastica ufficiale è rimasta oggetto in Alto Adige di discussioni, e in special modo per la popolazione di lingua tedesca e ladina è motivo di polemiche e controversie. A livello politico le richieste di un riconoscimento “ufficiale” dei toponimi tedeschi e ladini non si sono ancora affermate. Spesso a ciò si somma la polemica sui toponimi e microtoponimi italiani nati o ricostruiti secondo i documenti medioevali durante il periodo immediatamente precedente e contemporaneo al fascismo in Italia, molti dei quali passati in disuso. Il fautore di questi nomi “astorici” è stato in numerosissimi casi il nazionalista roveretano Ettore Tolomei. Tolomei è ricordato dalla popolazione sudtirolese come il “becchino del Sudtirolo” e fu ribattezzato nel 1986 dallo storico italiano Maurizio Ferrandi come “l'uomo che inventò l'Alto Adige”.
Effettivamente il nome “Alto Adige” fu usato per la prima volta ai tempi di Napoleone (1810–1814) esso si riferiva a un'area coincidente solamente con una parte dell'odierna provincia di Bolzano: il Tirolo a sud della linea Gargazzone-Colma inclusa la maggior parte del Tirolo italofono. Dietro la parola “Alto Adige” di Tolomei si cela invece un concetto geografico e il corrispettivo diritto di rivendicazione dell'Italia sul Tirolo a sud della cresta principale delle Alpi sulla base della teoria del confine naturale presente in Europa nell'Ottocento. Con la stessa chiave di lettura alcune parti della popolazione sudtirolese, largamente riconoscibili nelle frange più tradizionali e legate agli Schützen, interpretano i nomi costruiti o ricostruiti che si riferiscono ai singoli paesi e luoghi sudtirolesi. Circolano definizioni come “del fascista Tolomei”, “di natura fascista” o “nomi pseudo italiani” . Il motivo della scelta di tali parole serve a distinguerle dai nomi italiani “veri”, quelli storicamente fondati perché esistenti ancora prima di Tolomei e tramandati al di fuori dei decreti fascisti. Questi nomi, al contrario di quelli ricostruiti, sarebbero accettati da chi ritiene che la toponomastica inserita da Tolomei andrebbe cancellata. 
Innegabile è comunque affermare che nell'uso comune, i nomi ufficiali in lingua italiana, oggi sono in gran parte usati quotidianamente dalla popolazione di lingua italiana e conosciuti dalla popolazione tedesca e ladina. Ne è un esempio il toponimo Vipiteno, oggi da tutti conosciuto a dispetto del nome Sterzen, usato prima dell'annessione all'Italia, passato in completo disuso.

## Ricerca sulla fondatezza storica dei toponimi e microtoponimi italiani
Una ricerca sulle fonti storiche recentemente intrapresa dal linguista ed esponente del partito secessionista Südtiroler Freiheit, Cristian Kollmann  nel corso del suo lavoro come “toponomasta” della regione Altoatesina fornisce una visione d'insieme sulla “fondatezza storica della toponomastica italiana riguardante il territorio dell'odierno Sudtirolo”. Nella ricerca sono stati inclusi anche quei nomi che sono stati tramandati esclusivamente per via orale, ma la cui fondatezza storica è stata confermata dalle persone intervistate che parlano gli idiomi italiani e ladini limitrofi al Sudtirolo. Essenzialmente la ricerca sostiene che la fondatezza storica dei toponimi e microtoponimi del territorio dell'odierno Alto Adige è data qualora sia presente almeno uno dei tre criteri seguenti:
1. La continuità di un nome dai tempi romani in base al contatto con gli insediamenti (ad es. Salorno, Cauria, Egna, Vadena);
2. la prossimità del luogo in questione al confine con la zona di lingua italiana e dunque in base al contatto con la lingua (ad es. Stelvio, Venosta, San Candido, Pusteria)
3. il valore effettivo del nome in base all'importanza del luogo in questione per l'area linguistica italiana (ad es. Bolzano, Merano, Bressanone, Vipiteno).

Secondo la ricerca i nomi di comuni altoatesini, in totale 116, solamente 55 hanno un nome italiano storicamente fondato mentre in alcuni casi il nome storicamente fondato non corrisponde all'attuale nome ufficiale italiano (ad es. Corné al posto di Cornedo, Nova Tedesca al posto di Nova Ponente, Sterzen al posto di Vipiteno, Oltemo al posto di Ultimo) . 
Sempre secondo tale ricerca il numero complessivo dei toponimi e microtoponimi italiani storicamente fondati sarebbe di circa 200. Per gli oltre 10.000 toponimi ufficiali italiani ciò significa, in percentuale, che meno del 2 % sarebbe storicamente fondato o che, viceversa, oltre il 98 % dei toponimi e dei microtoponimi ufficiali italiani non sarebbe storicamente fondato.
Al contrario, secondo noti linguisti come Giovan Battista Pellegrini o Johannes Kramer, i toponimi italiani scelti da Ettore Tolomei sarebbero fondati secondo criteri validi per l'aspetto storico-toponomastico.

## Ricerche sui toponimi ladini
Una raccolta di ricerca sui toponimi ladini, anche in zone dove nei secoli scorsi vi erano diffusi idiomi ladini è stata pubblicata nel 2011 negli Studi per il 65° del linguista austriaco Guntram A. Plangg.

## Toponimi dei comuni
| Nome tedesco/ladino                                            | Nome italiano                   | Note |
| -------------------------------------------------------------- | ------------------------------- | --- |
| Abtei (ted.) Badia (lad.)                                      | Badia                           | Toponimo italiano già in uso, equivalente al toponimo ladino del paese. |
| Ahrntal                                                        | Valle Aurina                    | Creazione ex novo basata sul recupero del nome indoeuropeo. Ourin è il nome documentato nel 1070. |
| Aldein                                                         | Aldino                          | Creazione ex novo, inizialmente denominato come Valdagno di Trento nel 1928 e poi dal 1955 come Aldino. |
| Algund                                                         | Lagundo                         | Creazione ex novo. Italianizzazione delle forme attestate dai documenti antichi (es. Alagumna nel 1000), con richiamo alla pronuncia popolare tedesca Lagund. |
| Altrei                                                         | Anterivo                        | Toponimo italiano già in uso. Nel dialetto locale italiano è detto Nanterú. |
| Andrian                                                        | Andriano                        | Adattamento della forma tedesca con richiamo alla forma latina Andreianum e alle attestazioni medioevali (Andrian nel 1186 e Aendrian nel 1240). |
| Auer                                                           | Ora                             | Toponimo italiano già in uso. |
| Barbian                                                        | Barbiano                        | Adattamento del toponimo tedesco, di origine latina. |
| Bozen (ted.) Bulsan/Balsan (lad.)                              | Bolzano                         | Toponimo italiano già in uso. |
| Branzoll                                                       | Bronzolo                        | Toponimo italiano in uso dall'Ottocento, adattamento fonetico della forma tedesca. Comune a maggioranza di lingua italiana, già all'epoca dell'ultimo censimento austro-ungarico (1910). |
| Brenner                                                        | Brennero                        | Toponimo italiano in uso dall'Ottocento, adattamento fonetico della forma tedesca. In origine Tolomei, ignorandone l'esistenza, usava il toponimo Pirene. |
| Brixen                                                         | Bressanone                      | Toponimo italiano in uso dall'Ottocento, su base ladina. |
| Bruneck                                                        | Brunico                         | Creazione ex novo, ebbe anche il nome di Brunopoli. |
| Burgstall                                                      | Postal                          | Reimpiego della pronuncia del nome tedesco in dialetto trentino. La traduzione esatta dell'etimo tedesco (Burgstall) è "fortezza". |
| Corvara/Kurfar (ted.) Corvara (lad.)                           | Corvara in Badia                | Toponimo italiano derivante dal toponimo ladino (poi abbastanza utilizzato anche in tedesco) del paese. |
| Deutschnofen                                                   | Nova Ponente                    | Variazione del toponimo latino 'Nova Teotonica', modificato in 'Ponente' dato che il fascismo rifiutava i toponimi germanizzanti. Nel 1209 il nome attestato era Nova Teutonica, nel 1336 Teutschenofen. |
| Enneberg (ted.) Mareo (lad.)                                   | Marebbe                         | Toponimo italiano derivato dal ladino già in uso dall'Ottocento. |
| Eppan an der Weinstrasse                                       | Appiano sulla Strada del Vino   | Toponimo italiano già in uso, evoluzione delle forme conosciute in latino intorno al 509 di Appianum e di Apiano (circa 825). |
| Feldthurns                                                     | Velturno                        | Creazione ex novo, basata sulla forma latina attestata nel 985 di Velturnes. |
| Franzensfeste                                                  | Fortezza                        | Toponimo italiano già in uso. La traduzione esatta del toponimo tedesco è Forte di Francesco, in onore dell'imperatore d'Austria Francesco I. Ebbe prima il nome di Mezzaselva all'Isarco che conservò fino al 1923, poi dal 1923 al 1942 venne modificato in Mezzaselva e dal 1942 Fortezza. |
| Freienfeld                                                     | Campo di Trens                  | Creazione ex novo, in parte traduzione del toponimo tedesco (-feld), con riferimento alla vicina località di Trens (in antico: Torrentes, Trentas, Trents, Trentes). La traduzione esatta del toponimo tedesco è Campo Libero o Campo Franco, riferito all'assenza di tasse. |
| Gais                                                           | Gais                            | Adozione dello stesso toponimo tedesco del paese in quanto ritenuto sufficientemente affine alla pronuncia italiana. |
| Gargazon                                                       | Gargazzone                      | Toponimo italiano già in uso. Fu confine tra Baviera e il Dipartimento dell'Alto Adige del Regno d'Italia napoleonico. |
| Glurns                                                         | Glorenza                        | Toponimo creato ex novo, basato sull'adattamento di forme italiane tradizionali antiche (es. Glurens). |
| Graun im Vinschgau                                             | Curon Venosta                   | Adozione della forma ladina, da cui anche il toponimo tedesco deriva, evoluzione delle forme latine attestate nel 1122 di Curunes e nel 1161 di Curunes. Era area di lingua ladina fino alla germanizzazione forzata del XVII secolo. |
| Gsies/Gsiesertal                                               | Valle di Casies                 | Toponimo creato ex novo, adattando foneticamente la forma tedesca. |
| Hafling                                                        | Avelengo                        | Toponimo creato ex novo, con italianizzazione fonetica della forma tedesca. |
| Innichen                                                       | San Candido                     | Toponimo italiano già in uso, derivato dal nome del compatrono della collegiata del comune. Ettore Tolomei aveva proposto San Candido alla Drava. Nell'Alto Medioevo (VIII sec.) è attestato il nome Campo Gelau. |
| Jenesien                                                       | San Genesio Atesino             | Toponimo creato ex novo, con italianizzazione fonetica della forma tedesca (Jenesien), a sua volta riferita a San Genesio. Fino al 1929 il toponimo era semplicemente San Genesio. |
| Kaltern an der Weinstrasse                                     | Caldaro sulla Strada del Vino   | Toponimo italiano già in uso e attestato in forme simili intorno all'800 Caldare, Caldar, Caldarium (indicante un paiolo). |
| Karneid                                                        | Cornedo                         | Toponimo italiano già in uso nella forma Corné, derivante dalle denominazioni latine attestate intorno al 1142 Corneit, Curneit, Curneid, Cormeit. Dal 1928 Cornedo all'Isarco. |
| Kastelbell-Tschars                                             | Castelbello-Ciardes             | Adattamento del toponimo tedesco a sua volta di origine latina. |
| Kastelruth                                                     | Castelrotto                     | Toponimo italiano già in uso, equivalente al toponimo tedesco di evidente origine latina. |
| Kiens                                                          | Chienes                         | Adozione della forma ladina, corrispondente al nome latino attestato nel 1006 di Chienes. |
| Klausen                                                        | Chiusa                          | Toponimo italiano già in uso, evoluzione delle forme latine latine usate nel 1027 di Clausa e di Clusa. |
| Kuens                                                          | Caines                          | Toponimo creato ex novo, basato sulla forma latine antica, attestata a partire dal 720: Cainina, Cheines. |
| Kurtatsch an der Weinstrasse                                   | Cortaccia sulla Strada del Vino | Toponimo italiano già in uso, collegato alle forme latine del IV secolo di Curtacium e di Curtacia. |
| Kurtinig an der Weinstrasse                                    | Cortina sulla Strada del Vino   | Toponimo italiano già in uso, evoluzione delle forme latine attestate nel 1276 di Curtinegum, Cortinie e di Curtinie. |
| Laas                                                           | Lasa                            | Toponimo creato ex novo adattando foneticamente la forma latina attestata nel 1143 di Las. |
| Lajen                                                          | Laion                           | Adozione del toponimo ladino. Il nome attestato in latino nel 985 era Lagien. |
| Lana                                                           | Lana                            | Adozione dello stesso toponimo tedesco del paese, ritenuto adatto alla fonetica italiana. Il toponimo è attestato come Lóina nel 1034, come Lounaha nel 1048-1068, come Lŏnun nel 1143 e come Lonan nel 1275 e deriva probabilmente dal latino Leonianum ("terreno di Leo"). Altre ipotesi sostengono una derivazione dal tedesco Lahn (a sua volta dal latino labina, "frana") o da "Lucanius". |
| Latsch                                                         | Laces                           | Toponimo creato ex novo, con italianizzazione fonetica della forma latina usata nel 1185 di Lacis. |
| Laurein                                                        | Lauregno                        | Toponimo italiano già in uso. La forma latina attestata nel 1233 è terra Lauregni. |
| Leifers                                                        | Laives                          | Toponimo italiano già in uso nel dialetto trentino. |
| Lüsen                                                          | Luson                           | Adozione del toponimo ladino. |
| Mals                                                           | Malles Venosta                  | Creazione ex novo, ispirata dalla forma latina attestata nel 1094 di Malles con l'aggettivo Venosta. Il toponimo ladino (la lingua locale prima della germanizzazione forzata del XVII sec.) è Damals. |
| Margreid an der Weinstrasse                                    | Magrè all'Adige                 | Toponimo italiano già in uso, collegato alla forma latina attestata nel 1150 di Magretum. Dal 1971 Magrè sulla Strada del Vino. |
| Marling                                                        | Marlengo                        | Toponimo creato ex novo adattando la forma tedesca. |
| Martell                                                        | Martello                        | Toponimo italiano già in uso. |
| Meran                                                          | Merano                          | Toponimo italiano già in uso. |
| Montan                                                         | Montagna sulla Strada del Vino  | Toponimo italiano già in uso e attestato fin dal 1222, di evidente origine latina. |
| Moos in Passeier                                               | Moso in Passiria                | Toponimo creato ex novo adattando la forma tedesca. La traduzione esatta dal tedesco dovrebbe essere Palude di Passiria. |
| Mühlbach                                                       | Rio di Pusteria                 | Toponimo creato ex novo. La traduzione esatta dal tedesco dovrebbe essere Rio dei Molini. |
| Mühlwald                                                       | Selva dei Molini                | Toponimo creato ex novo traducendo la forma tedesca. |
| Mölten                                                         | Meltina                         | Toponimo creato ex novo, ispirato dalla forma latina attestata nel 923 di Meltina. |
| Nals                                                           | Nalles                          | Toponimo creato ex novo, con ripresa delle forme archivistiche antiche. |
| Naturns                                                        | Naturno                         | Toponimo creato ex novo adattando la forma tedesca. |
| Natz-Schabs                                                    | Naz-Sciaves                     | Toponimo creato ex novo adattando la forma tedesca. |
| Neumarkt                                                       | Egna                            | Toponimo italiano già in uso e attestato fin dal 1018. Il toponimo tedesco è posteriore e significa Mercato nuovo. Di Egna era originario l'unico altoatesino fra i Mille di Garibaldi: Camillo Zancani. |
| Niederdorf                                                     | Villabassa                      | Toponimo creato ex novo traducendo la forma tedesca. |
| Olang                                                          | Valdaora                        | Adozione del toponimo ladino. |
| Partschins                                                     | Parcines                        | Toponimo creato ex novo con riferimento alla forma latina attestata nel 1087 di Parzinnes. |
| Percha                                                         | Perca                           | Adozione del toponimo ladino, di origine germanica. |
| Pfalzen                                                        | Falzes                          | Adozione del toponimo ladino. |
| Pfatten                                                        | Vadena                          | Toponimo italiano già in uso. Comune a maggioranza di lingua italiana, già all'epoca dell'ultimo censimento austro-ungarico (1910). |
| Pfitsch                                                        | Val di Vizze                    | Toponimo creato ex novo partendo dalla forma latina attestata nel 1186 di Phize. |
| Plaus                                                          | Plaus                           | Adozione dello stesso toponimo tedesco del paese, di origine latina (Palus, significante 'palude'). |
| Prad am Stilfserjoch                                           | Prato allo Stelvio              | Adattamento del toponimo ladino (lingua parlata nell'Alta Venosta prima della germanizzazione conclusasi nel XVII sec.) che ricalca il latino Prada (significante prati) attestato nel 1187, con l'aggiunta di Stelvio (l'esatto equivalente italiano di Stilfserjoch è Passo dello Stelvio). |
| Prags                                                          | Braies                          | Adozione del toponimo ladino. |
| Prettau                                                        | Predoi                          | Toponimo creato ex novo, adattando il toponimo tedesco. |
| Proveis                                                        | Proves                          | Toponimo italiano già in uso. |
| Rasen-Antholz                                                  | Rasun Anterselva                | Creazione ex novo, con adozione della forma ladina Rasun, mentre Anterselva è la traduzione dotta del tedesco Antholz (di fronte al bosco). |
| Ratschings                                                     | Racines                         | Toponimo creato ex novo partendo dal toponimo latino del 1050 di Rasine. Inizialmente, Racignes, dal 1923 Racines. |
| Riffian                                                        | Rifiano                         | Toponimo creato ex novo adattando la forma tedesca, di origine latina. |
| Ritten                                                         | Renon                           | Adozione del toponimo ladino. |
| Rodeneck                                                       | Rodengo                         | Toponimo creato ex novo adattando la forma tedesca. |
| Salurn                                                         | Salorno                         | Toponimo italiano già in uso. |
| Sand in Taufers                                                | Campo Tures                     | Toponimo creato ex novo partendo dalla forma ladina Turesc (l'attestazione in latino del 1050 è Tufers). Sand in tedesco significa sabbia. |
| Sankt Pankraz                                                  | San Pancrazio                   | Toponimo italiano già in uso ed equivalente al toponimo tedesco. |
| Sarntal                                                        | Sarentino                       | Toponimo creato ex novo basato su forme attestate in passato, ad esempio nel XIII secolo; -tal in tedesco significa valle. |
| Schenna                                                        | Scena                           | Toponimo creato ex novo sulla base di attestazioni antiche. |
| Schlanders                                                     | Silandro                        | Toponimo creato ex novo adattando la forma tedesca sulla base della forma latina attestata nel 1077: Silanderes. |
| Schluderns                                                     | Sluderno                        | Toponimo creato ex novo adattando la forma tedesca sulla base della forma latina attestata nel 1163: Sluderns. |
| Schnals                                                        | Senales                         | Toponimo creato ex novo adattando la forma tedesca sulla base della forma latina attestata nel 1273 Snalles. |
| Sexten                                                         | Sesto                           | Toponimo italiano già in uso. Le forme latine attestate a partire dal 1208 sono Sextum e Sexto, in riferimento alla posizione del paese alla sesta pietra miliare della Collegiata di San Candido. |
| St. Christina in Gröden (ted.) Santa Cristina Gherdëina (lad.) | Santa Cristina Valgardena       | Toponimo italiano già in uso ed equivalente alle forme in ladino e in tedesco. Dal 1923 Santa Cristina e dal 1955 Santa Cristina Valgardena. |
| St. Leonhard in Passeier                                       | San Leonardo in Passiria        | Toponimo creato ex novo. |
| St. Lorenzen                                                   | San Lorenzo di Sebato           | Toponimo italiano già in uso nella forma San Lorenzo; Sebato è stato apposto in quanto (probabile) nome romano della località. |
| St. Martin in Passeier                                         | San Martino in Passiria         | Toponimo creato ex novo. |
| St. Martin in Thurn (ted.) San Martin de Tor (lad.)            | San Martino in Badia            | Toponimo italiano già in uso nella forma San Martino. Il nome in tedesco e in ladino significa San Martino della Torre. |
| St. Ulrich in Gröden (ted.) Urtijëi (lad.)                     | Ortisei                         | Toponimo italiano già in uso, equivalente al nome ladino. Attestato in latino nel 1288 come Ortiseit. Il nome in tedesco è riferito al patrono Sant'Ulrico. |
| Sterzing                                                       | Vipiteno                        | Il toponimo italiano in uso era Sterzen. Il nome attuale fu creato ispirandosi al nome dell'oppidum romano di Vipitenum e alle attestazioni dell'Alto Medioevo. |
| Stilfs                                                         | Stelvio                         | Toponimo italiano già in uso. Attestato nella forma latina del 1090 Stilvis. |
| Taufers im Münstertal                                          | Tubre                           | Toponimo italiano già in uso, correlato alla forma latina attestata nell'881 Tuberis. Münstertal è il nome tedesco della val Monastero, nella cui parte svizzera si parla tuttora in prevalenza il romancio. |
| Terenten                                                       | Terento                         | Toponimo creato ex novo adattando la forma tedesche. Le attestazioni antiche suggerirebbero piuttosto Torrente come forma italiana. |
| Terlan                                                         | Terlano                         | Toponimo italiano già in uso nella forma Terla. |
| Tiers                                                          | Tires                           | Creato ex novo, a partire da attestazioni antiche. |
| Tirol                                                          | Tirolo                          | Toponimo italiano già in uso. |
| Tisens                                                         | Tesimo                          | Toponimo italiano già in uso nella forma dialettale trentina Tesem, correlata alla forma latina attestata nel 1164 Teseno. |
| Toblach                                                        | Dobbiaco                        | Toponimo italiano già in uso, con oscillazioni nella forma (es. Toblacco). Attestato nella latina nell'827 come Duplago. |
| Tramin an der Weinstrasse                                      | Termeno sulla Strada del Vino   | Toponimo italiano già in uso ed utilizzato nel dialetto trentino. |
| Truden                                                         | Trodena                         | Toponimo italiano già in uso, attestato nella forma latina del 1122 Trodene. Dal 4 marzo 2008 si chiama Trodena nel parco naturale/Truden im Naturpark in riferimento al Parco naturale Monte Corno/Naturpark Trudner Horn. |
| Tscherms                                                       | Cermes                          | Toponimo creato ex novo, adattando attestazioni antiche. |
| Ulten                                                          | Ultimo                          | Toponimo italiano già in uso nella forma Oltemo. Attestato nella forma latina del 1230 Ultimis. |
| Unsere Liebe Frau im Walde-St. Felix                           | Senale-San Felice               | Toponimo italiano già in uso. Attestazione del nome latino nel 1321 per Senale; Unsere Liebe Frau im Walde in italiano significa Nostra Signora del bosco. |
| Uttenheim                                                      | Villa Ottone                    | Toponimo creato ex novo. È nome di origine tedesca. |
| Vahrn                                                          | Varna                           | Toponimo creato ex novo, adattando la forma tedesca e ispirandosi ad un'attestazione in latino del 1321. È nome di probabile origine etrusca. |
| Villanders                                                     | Villandro                       | Toponimo creato ex novo, adattando forme antiche di archivio. |
| Villnöss                                                       | Funes                           | Adozione del nome ladino gardenese. |
| Vintl                                                          | Vandoies                        | Adozione del nome ladino del paese (Vandoies). Occorre tenere presente che il ladino è stato a lungo considerato un dialetto italiano. |
| Völs am Schlern                                                | Fiè allo Sciliar                | Adozione del nome ladino. Attestazione della forma latina Fellis nell'888. |
| Vöran                                                          | Verano                          | Toponimo creato ex novo e costruito su attestazioni antiche. |
| Waidbruck                                                      | Ponte Gardena                   | Creazione ex novo. La traduzione esatta del nome tedesco dovrebbe essere Ponte del Pascolo. |
| Welsberg-Taisten                                               | Monguelfo-Tesido                | Toponimo creato ex novo: Monguelfo è la traduzione di Welsberg, Tesido è una italianizzazione di Taisten. |
| Welschnofen                                                    | Nova Levante                    | Toponimo italiano già in uso, nelle forme Nova Ladina e Nova Italiana. Il nome Nova Levante corrisponde in parallelo a quello di Nova Ponente (Deutschnofen). |
| Wengen (ted.) La Val (lad.)                                    | La Valle                        | Toponimo italiano già in uso, equivalente alla forma ladina. Il nome tedesco significa invece 'strettoia'. |
| Wolkenstein in Gröden (ted.) Sëlva (lad.)                      | Selva di Val Gardena            | Toponimo italiano già in uso, equivalente alla forma ladina. |

### Fonti
- AA.VV., Nomi d'Italia, Istituto Geografico De Agostini, Novara, 2004
- AA.VV., Dizionario di toponomastica, UTET, Torino, 1990
- Egon Kühebacher, Die Ortsnamen Südtirols und ihre Geschichte, 3 voll., Bolzano: Athesia, 1995-2000. ISBN 88-7014-634-0 (con ricca bibliografia)
- Karl Finsterwalder, Tiroler Ortsnamenkunde, 3 voll., Innsbruck, Wagner 1990. ISBN 978-3-7030-0223-6 e ISBN 3-7030-0222-0

### Fonti normative
- Regio decreto 29 marzo 1923, n. 800, Lezione ufficiale dei nomi dei comuni e di altre località dei territori annessi, convertito in legge 17 aprile 1925, n. 473.